# أندريا وايت
أندريا وايت (بالإنجليزية: Andrea White)‏ (نوفمبر 1953، باتون روج في الولايات المتحدة)؛ كاتِبة وروائية أمريكية.